# Arapski noj
Arapski noj (lat. Struthio camelus syriacus) je izumrla podvrsta noja koja je živjela na Arapskom poluotoku i na Bliskom istoku. Vjerojatno je izumro oko 1966. godine.
Čini se da je njegov raspon datirao u prapovijesna vremena, ali s isušivanjem Arapskog poluotoka, nestaje iz negostoljubivih područja Arabijske pustinje, kao što je Rub' al Khali. U povijesti, čini se da je imao dvije diskretne podpopulacije. Manja je bila jugoistočno od Arapskog poluotoka, a veća na području gdje se danas granice Saudijske Arabije, Jordana, Iraka i Sirije sastaju. 
Arapski noj dugo je imao značajno mjesto u kulturi regije u kojoj je živio. Odrasla jedinka s 11 mladunaca prikazana je na poznatom prapovijesnom "Graffiti Rock I" blizu Rijada. U Mezopotamiji bio je žrtvena životinja i prikazivan je u umjetnosti. Često bi bio oslikavan na šalicama i drugim predmetima napravljenim od nojevih jaja. Te umjetnine su trgovane sve do Etrurije za vrijeme neoasirskog razdoblja.
U rimsko doba došlo je do velike potražnje arapskog noja u lovnim igrama ili u kulinarske svrhe. Nakon uspona islama, arapski noj postaje simbol bogatstva i elegancije, tako da je lov ovih nojeva postao razbibriga za bogate ljude i plemiće (ako je bio pravilno zaklan, bio bi halal za Muslimane. Jaja i perje intenzivno su korišteni u pravljenju rukotvorina. 